# 三宅秀

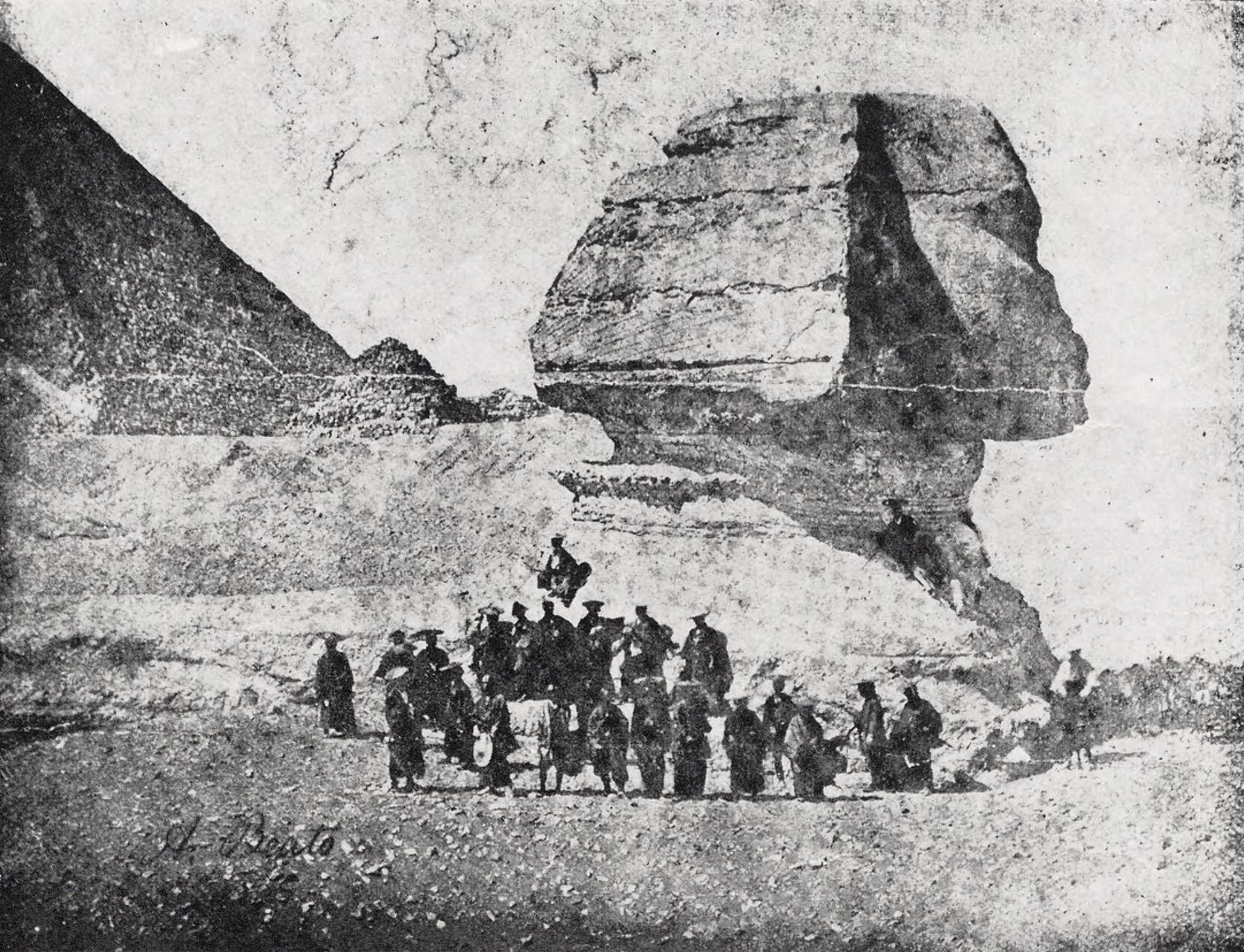
遣欧使節の写真（1864年2月28日）
三宅秀は山内堤雲に続いてスフィンクスの肩に乗ろうとしたがずり落ちている。

三宅 秀（みやけ ひいづ/すぐる、1848年12月12日〈嘉永元年11月17日〉 - 1938年〈昭和13年〉3月16日）は、日本の医師・洋学者・医学者・貴族院議員。日本初の医学博士の一人。東京帝国大学名誉教授。幼名は復一（またいち）。

## 略歴

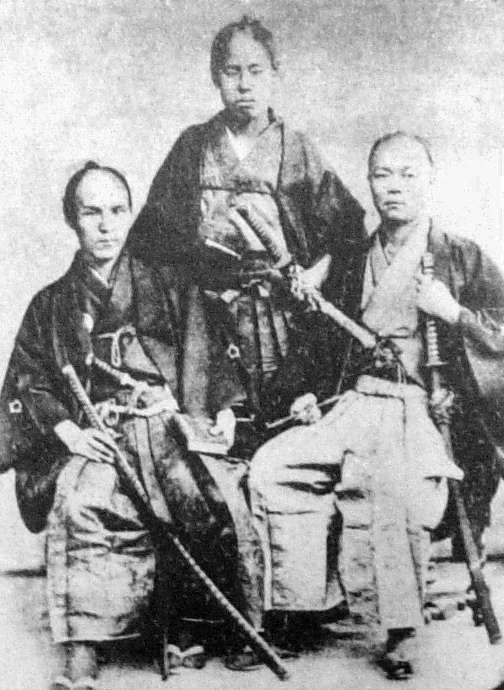
三宅秀（中）。田辺太一（左）、杉浦愛蔵（右）と。

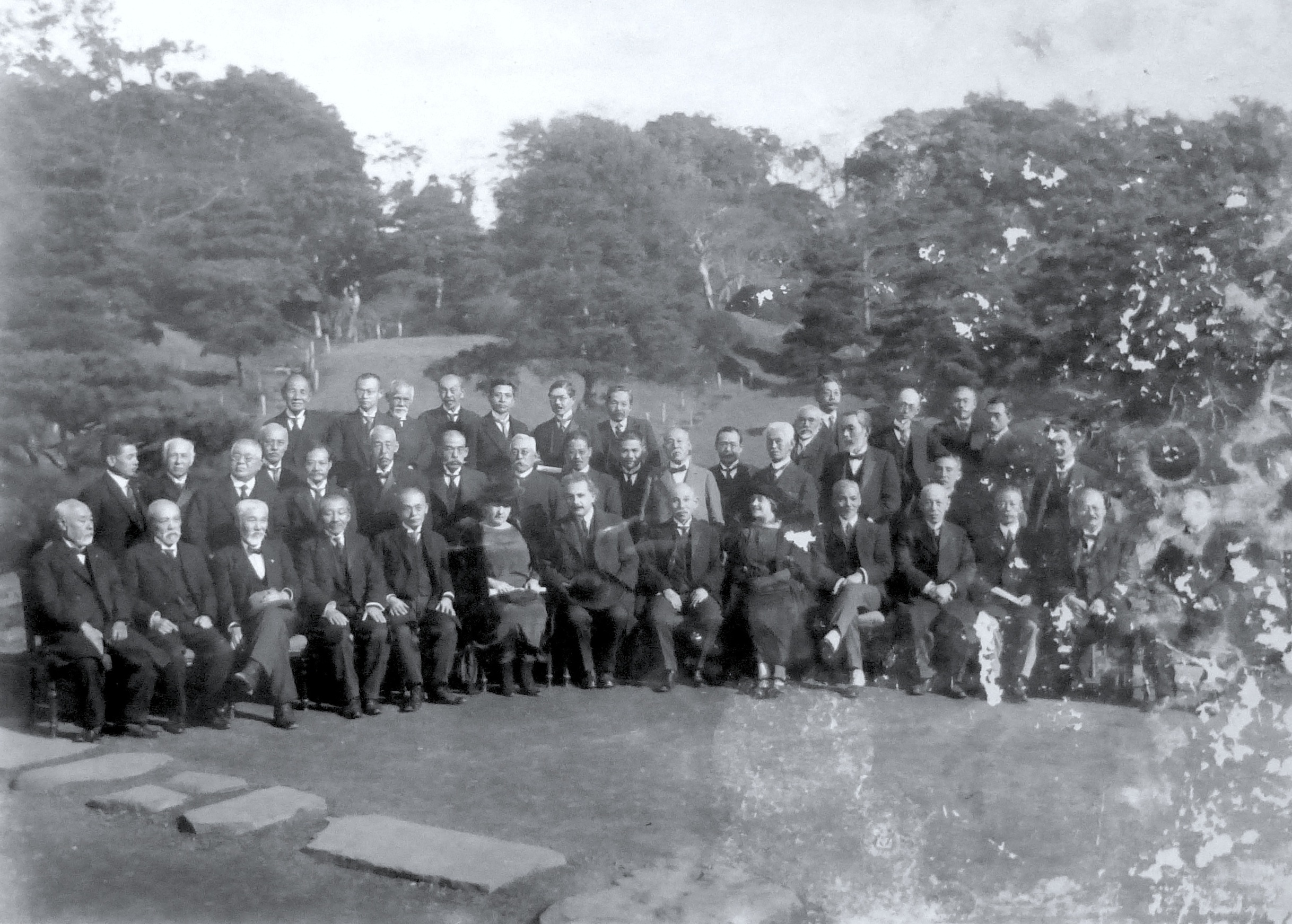
アインシュタインと一緒に　（三宅秀は左端）1922年

三宅家は肥前国にて代々医業を生業とする家系で、秀は、お玉ケ池種痘所（現東京大学医学部の起源）の創設に携わった医師三宅艮斎（ごんさい）の長男として江戸本所で生まれた。
安政4年（1858年）川島元成のもとで蘭学を習い始める。文久3年（1863年）田辺太一の従者として遣欧使節に随行。元治元年（1864年）欧州より帰国後、横浜のヘボン塾（明治学院高校の前身）で英学を学び、元アメリカ海軍医アレキサンダー・ウェッダー（Alexander M. Vedder）の助手となり医学を学んだ。
慶応3年（1867年）加賀藩壮猶館にて英書翻訳や英学教授に従事。明治3年（1870年）大学へ出仕、中助教、大助教、文部少教授を歴任。1874年（明治7年）東京医学校長心得となる。1876年（明治9年）渡米し、万国医学会の副会長に選任。1881年（明治14年）東京大学医学部長、その後、医科大学教授、医科大学長を務めた。1888年（明治21年）5月、学位令に基づき、池田謙斎・橋本綱常・高木兼寛・大沢謙二とともに日本初の医学博士の学位を受領。
1891年（明治24年）4月15日、貴族院勅選議員に任じられ、同成会に所属して死去するまで在任した。1903年（明治36年）3月、古市公威・富井政章とともに東京帝国大学名誉教授の名称を授与された。
1938年（昭和13年）3月に死去。墓所は谷中霊園。

## 栄典
位階
- （旧暦）明治5年4月15日 - 正七位
- 1881年（明治14年）9月24日 - 正六位
- 1882年（明治15年）3月7日 - 従五位
- 1890年（明治23年）12月8日 - 従四位
- 1893年（明治26年）9月9日 - 正四位
- 1938年（昭和13年）2月11日 - 従三位

勲章など
- 1882年（明治15年）6月17日 - 勲五等双光旭日章
- 1887年（明治20年）11月25日 - 勲四等旭日小綬章
- 1889年（明治22年）11月29日 - 大日本帝国憲法発布記念章
- 1891年（明治24年）6月27日 - 勲三等瑞宝章
- 1906年（明治39年）4月1日 - 旭日中綬章
- 1916年（大正5年）1月4日 - 勲二等瑞宝章
- 1916年（大正5年）4月1日 - 旭日重光章

## 親族
三宅家には、明智光秀あるいは明智光秀の弟の子孫であるとの家伝がある。錦鶏間祗候。
- 妻：佐藤藤
- 岳父：藤の父・佐藤尚中は順天堂創始者。
- 長男：三宅鑛一（1876–1954）は精神医学者。東大医学部教授。東京府立松沢病院長も務め、1936年に同大医学部に脳研究所を開設し、1942年まで所長[15]。妻の栄は平山洋三郎三女。娘婿は島薗順次郎の長男。
  - 孫：鑛一の長男・三宅仁は病理学者。東大医学部教授。日本病理学会、日本血液学会、日本肝臓学会の会長を歴任[16]。
- 長女：三宅教
  - 婿：三浦謹之助は東京大学医学部教授。
- 三女：三宅まつ
  - 孫：まつの長男・仁田勇は大阪大学理学部教授。
- 四女：三宅菊尾
  - 婿：佐々木謙一郎は専売局長官、南満州鉄道副総裁。
  - 孫：菊尾の長女・須磨子の夫は堀越二郎。
- 五女：三宅八重
  - 婿：中村直次郎は、榛原 (和紙舗) 四代目。

## 著書
- 編訳『病体剖観示要』島村利助、丸屋善七共同刊行、1879年。
- 『病理総論』1881年。
- 『薬品取扱方心得』青柳正辰、1890年。
- 『人名医語字典』英蘭堂、丸善、1894年。
- 三宅秀、浜武亀代子ほか『家事衛生』大日本女学会、1901年。
- 『修身衛生講話』国定教科書共同販売所、1908年。
- 『安眠法』広文堂、1912年。
- 三宅秀、大沢謙二『日本衛生文庫：第1-6集』教育新潮研究会、1917-1918年。